# Campionati del mondo di atletica leggera 2017 - 5000 metri piani maschili
La gara dei 5000 metri piani maschili dei Campionati del mondo di atletica leggera 2017 si è svolta il 9 e il 12 agosto.

## Podio
| Pos.    | Atleta       | Nazionalità   | Tempo    |
| ------- | ------------ | ------------- | -------- |
| Oro     | Muktar Edris | Etiopia       | 13'32"79 |
| Argento | Mo Farah     | Gran Bretagna | 13'33"22 |
| Bronzo  | Paul Chelimo | Stati Uniti   | 13'33"30 |

## Situazione pre-gara

### Record
Prima di questa competizione, il record del mondo (RM) e il record dei campionati (RC) erano i seguenti.
| Record                | Prestazione | Atleta                  | Data                                | Competizione  |
| --------------------- | ----------- | ----------------------- | ----------------------------------- | ------------- |
| Record mondiale       | 12'37"35    | Kenenisa Bekele Etiopia | 31 maggio 2004 Hengelo, Paesi Bassi |               |
| Record dei campionati | 12'52"79    | Eliud Kipchoge Kenya    | 31 agosto 2003 Parigi, Francia      | Mondiali 2003 |

### Campioni in carica
I campioni in carica, a livello mondiale e olimpico, erano:
| Campione | Atleta                 | Prestazione | Data                                    | Competizione               |
| -------- | ---------------------- | ----------- | --------------------------------------- | -------------------------- |
| Olimpico | Mo Farah Gran Bretagna | 13'03"30    | 20 agosto 2016 Rio de Janeiro (Brasile) | Giochi della XXX Olimpiade |
| Mondiale | Mo Farah Gran Bretagna | 13'50"38    | 22 agosto 2015 Pechino (Cina)           | Mondiali 2015              |

### La stagione
Prima di questa gara, gli atleti con le migliori tre prestazioni dell'anno erano:
| Pos. | Atleta                         | Prestazione | Data                             |
| ---- | ------------------------------ | ----------- | -------------------------------- |
| 1    | Muktar Edris Etiopia           | 12'55"23    | 06 luglio 2017 Losanna, Svizzera |
| 2    | Selemon Barega Etiopia         | 12'55"58    | 06 luglio 2017 Losanna, Svizzera |
| 3    | Joshua Kiprui Cheptegei Uganda | 12'59"83    | 06 luglio 2017 Losanna, Svizzera |

## Risultati

### Batterie
Le batterie si sono svolte il 9 agosto dalle ore 20:05.
| Pos | Batteria | Nome                     | Nazionalità      | Tempo    | Note                                     |
| --- | -------- | ------------------------ | ---------------- | -------- | ---------------------------------------- |
| 1   | 2        | Selemon Barega           | Etiopia          | 13'21"50 | Q                                        |
| 2   | 2        | Birhanu Balew            | Bahrein          | 13'21"91 | Q                                        |
| 3   | 2        | Cyrus Rutto              | Kenya            | 13'22"45 | Q                                        |
| 4   | 2        | Patrick Tiernan          | Australia        | 13'22"52 | Q                                        |
| 5   | 2        | Ryan Hill                | Stati Uniti      | 13'22"79 | Q                                        |
| 6   | 2        | Mohammed Ahmed           | Canada           | 13'22"97 | q                                        |
| 7   | 2        | Andrew Butchart          | Gran Bretagna    | 13'24"78 | q                                        |
| 8   | 2        | Paul Chelimo             | Stati Uniti      | 13'24"88 | q                                        |
| 9   | 2        | Kemoy Campbell           | Giamaica         | 13'26"67 | q                                        |
| 10  | 2        | Awet Habte               | Eritrea          | 13'27"70 | q                                        |
| 11  | 2        | Soufiane Bouchikhi       | Belgio           | 13'28"64 |                                          |
| 12  | 2        | Jamal Abdi Dirieh        | Gibuti           | 13'28"98 |                                          |
| 13  | 2        | Zouhair Aouad            | Bahrein          | 13'29"28 |                                          |
| 14  | 1        | Yomif Kejelcha           | Etiopia          | 13'30"07 | Q                                        |
| 15  | 1        | Mo Farah                 | Gran Bretagna    | 13'30"18 | Q                                        |
| 16  | 1        | Muktar Edris             | Etiopia          | 13'30"22 | Q                                        |
| 17  | 1        | Justyn Knight            | Canada           | 13'30"27 | Q                                        |
| 18  | 1        | Aron Kifle               | Eritrea          | 13'30"36 | Q                                        |
| 19  | 1        | Bashir Abdi              | Belgio           | 13'30"71 |                                          |
| 20  | 1        | Morgan McDonald          | Australia        | 13'30"73 |                                          |
| 21  | 1        | Soufiyan Bouqantar       | Marocco          | 13'30"78 |                                          |
| 22  | 1        | Jacob Kiplimo            | Uganda           | 13'30"92 |                                          |
| 23  | 1        | Eric Jenkins             | Stati Uniti      | 13'31"09 |                                          |
| 24  | 1        | Sam McEntee              | Australia        | 13'31"58 |                                          |
| 25  | 2        | Sondre Nordstad Moen     | Norvegia         | 13'31"71 |                                          |
| 26  | 1        | Hayle İbrahimov          | Azerbaigian      | 13'32"15 |                                          |
| 27  | 1        | Emmanuel Giniki Gisamoda | Tanzania         | 13'32"31 |                                          |
| 28  | 1        | Albert Kibichii Rop      | Bahrein          | 13'32"40 |                                          |
| 29  | 2        | Stephen Kissa            | Uganda           | 13'32"86 |                                          |
| 30  | 2        | Josphat Kiprono Menjo    | Kenya            | 13'35"68 |                                          |
| 31  | 1        | Govindan Lakshmanan      | India            | 13'35"69 | Miglior prestazione personale            |
| 32  | 2        | Richard Ringer           | Germania         | 13'36"87 |                                          |
| 33  | 1        | Ilias Fifa               | Spagna           | 13'47"90 |                                          |
| 34  | 2        | Marc Scott               | Gran Bretagna    | 13'58"11 |                                          |
| 35  | 1        | Kadar Omar Abdullah      | Atleti rifugiati | 14'32"67 | Miglior prestazione personale            |
| 36  | 1        | Mohamed Daud Mohamed     | Somalia          | 14'34"27 | Miglior prestazione personale            |
| 37  | 1        | Davis Kiplangat          | Kenya            | 14'52"98 |                                          |
| 38  | 1        | David Kulang             | Sudan del Sud    | 14'53"19 | Miglior prestazione personale stagionale |
| 39  | 1        | Mohamed Sambe            | Mauritania       | 16'16"29 | Miglior prestazione personale            |
|     | 2        | Brahim Kaazouzi          | Marocco          | dnf      |                                          |
|     | 2        | Gabriel Gerald Geay      | Tanzania         | dns      |                                          |
|     | 2        | Hagos Gebrhiwet          | Etiopia          | dns      |                                          |

### Finale
La finale si è svolta martedì 8 agosto alle ore 21:35.
| Pos | Nome            | Nazionalità   | Tempo    | Note |
| --- | --------------- | ------------- | -------- | ---- |
|     | Muktar Edris    | Etiopia       | 13'32"79 |      |
|     | Mo Farah        | Gran Bretagna | 13'33"22 |      |
|     | Paul Chelimo    | Stati Uniti   | 13'33"30 |      |
| 4   | Yomif Kejelcha  | Etiopia       | 13'33"51 |      |
| 5   | Selemon Barega  | Etiopia       | 13'35"34 |      |
| 6   | Mohammed Ahmed  | Canada        | 13'35"43 |      |
| 7   | Aron Kifle      | Eritrea       | 13'36"91 |      |
| 8   | Andrew Butchart | Gran Bretagna | 13'38"73 |      |
| 9   | Justyn Knight   | Canada        | 13'39"15 |      |
| 10  | Kemoy Campbell  | Giamaica      | 13'39"74 |      |
| 11  | Patrick Tiernan | Australia     | 13'40"01 |      |
| 12  | Birhanu Balew   | Bahrein       | 13'43"25 |      |
| 13  | Cyrus Rutto     | Kenya         | 13'48"64 |      |
| 14  | Awet Habte      | Eritrea       | 13'58"68 |      |
|     | Ryan Hill       | Stati Uniti   | dns      |      |